# Megaselia ctenophora
Megaselia ctenophora är en tvåvingeart som beskrevs av Rudolf Beyer 1965. Megaselia ctenophora ingår i släktet Megaselia och familjen puckelflugor. Inga underarter finns listade i Catalogue of Life.